# Dicranomyia distendens
Dicranomyia distendens är en tvåvingeart som beskrevs av Carl August Lundström 1912. Dicranomyia distendens ingår i släktet Dicranomyia och familjen småharkrankar. Arten är reproducerande i Sverige.

## Underarter
Arten delas in i följande underarter:
- D. d. distendens
- D. d. pallida